# Wolseley 15/60
La Wolseley 15/60 est une voiture produite entre 1958 et 1961, ensuite nommée Wolseley 16/60, de 1961 à 1971. La 15/60 a été la première automobile de taille moyenne dessinée par Pininfarina, fabriquée par la British Motor Corporation (BMC). Lancée en décembre 1958 sous la marque Wolseley, la conception fut partagée avec sept autres marques. Tous les véhicules ont évolué en 1961 vers un moteur plus gros et de nouvelles désignations de modèles. La Wolseley 16/60 fut la dernière et resta en production jusqu'au 24 avril 1971.
Il y avait deux autres voitures dessinées par Farina, lancées par BMC en même temps; la compacte Austin A40 Farina et la grande Wolseley 6/99/Austin A99 Westminster ainsi que des produits dérivés.

## Wolseley 15/60
La première génération de voitures de taille moyenne de construction unitaire (dite monocoque) dessinées par Farina fut la Wolseley 15/60. En quelques mois, la même voiture apparut dans d'autres marques appartenant à BMC, pour s'écouler grâce aux réseaux de concessionnaires spécifiques de ces marques. Les Riley 4/68, Austin A55 Cambridge Mark II, MG Magnette Mark III, et Morris Oxford V sont commercialisées. Avec ses sièges en cuir et son tableau de bord en bois poli, la Wolseley se positionne comme le haut de gamme pour les versions non-sportives de la voiture.
Ces cinq voitures de 1,5 L (1 489 cm3) utilisent le moteur quatre cylindres en ligne BMC série-B bien que différents réglages firent varier la puissance de sortie. La Wolseley partageait avec l'Austin Cambridge et la Morris Oxford l'échelon du bas, et avec un seul carburateur SU produisait seulement 52 cv (39 kW). La suspension avant est indépendante à l'aide de ressorts hélicoïdaux et des ressorts à lames semi elliptiques à l'arrière. Les freins à tambour Girling de 230 mm sont à commande hydraulique. Un boîtier de direction à came et doigt est utilisé.
La sellerie est en cuir et les sièges avant individuels sont accolés afin de permettre à un passager central de s'y installer et de proposer une voiture à six place, bien que le changement de vitesses soit monté au plancher, en position centrale. Le frein à main est entre le siège du conducteur et la porte. La banquette arrière est munie d'un accoudoir central rabattable. Du placage de bois est utilisé sur la planche de bord et les opercules de portes. Un chauffage Smiths est installé en standard. Une peinture deux-tons est disponible en option.
La version Wolseley est particulièrement facile à identifier sur les routes dans l'obscurité grâce au petit badge illuminé sur sa calandre, une caractéristique partagée avec d'autres Wolseley de l'époque.
Par la suite, la licence de la conception Farina fut vendue en Argentine, où elle fut produite et présentée comme les Di Tella 1500, Traveller, et Argenta.
Une voiture testée par The Motor magazine en 1959 avait une vitesse de pointe de 123,3 km/h et put accélérer de 0 à 97 km/h en 25,6 secondes. Une consommation de carburant de 9,1 L/100 km fut enregistrée. La voiture de l'essai coûtait £991, taxes de £331 comprises.

## Wolseley 16/60
La 15/60 fut remplacée par la Wolseley 16/60 en septembre 1961. Pour certains acheteurs, le changement le plus important fut la mise à disposition de la transmission automatique BorgWarner 35. Les acheteurs de la boîte quatre vitesses manuelle purent être déçus de voir que les 16/60 de 1961 étaient encore sans synchronisation sur la première vitesse. À cette époque, la norme était, pour la plupart des véhicules concurrents fabriqués au Royaume-Uni, d'avoir tous les rapports de boîte synchronisés.
Vue de l'extérieur, la Wolseley 16/60 se différencie de la 15/60 par des butoirs de pare-chocs qui dépassaient plus que sur la voiture précédente : les moulures en  plastique sur les feux arrière ont également été modifiées avec les ailes arrière, maintenant beaucoup moins marquées.
Les modèles 1 600 cm3 Farina sont pour la plupart restés en production jusqu'en 1968. Cependant, Wolseley n'offrant pas d'autre modèle à roues arrière motrices en remplacement, la Wolseley 16/60 a continué à être proposée à la vente jusqu'au début de 1971.

Les modèles 16/60 utilisaient en général le moteur BMC B-Série de 1,6 L (1,622 cm3). Encore une fois, la Wolseley est en queue de peloton en ce qui concerne la puissance, avec 61 ch (45 kW).

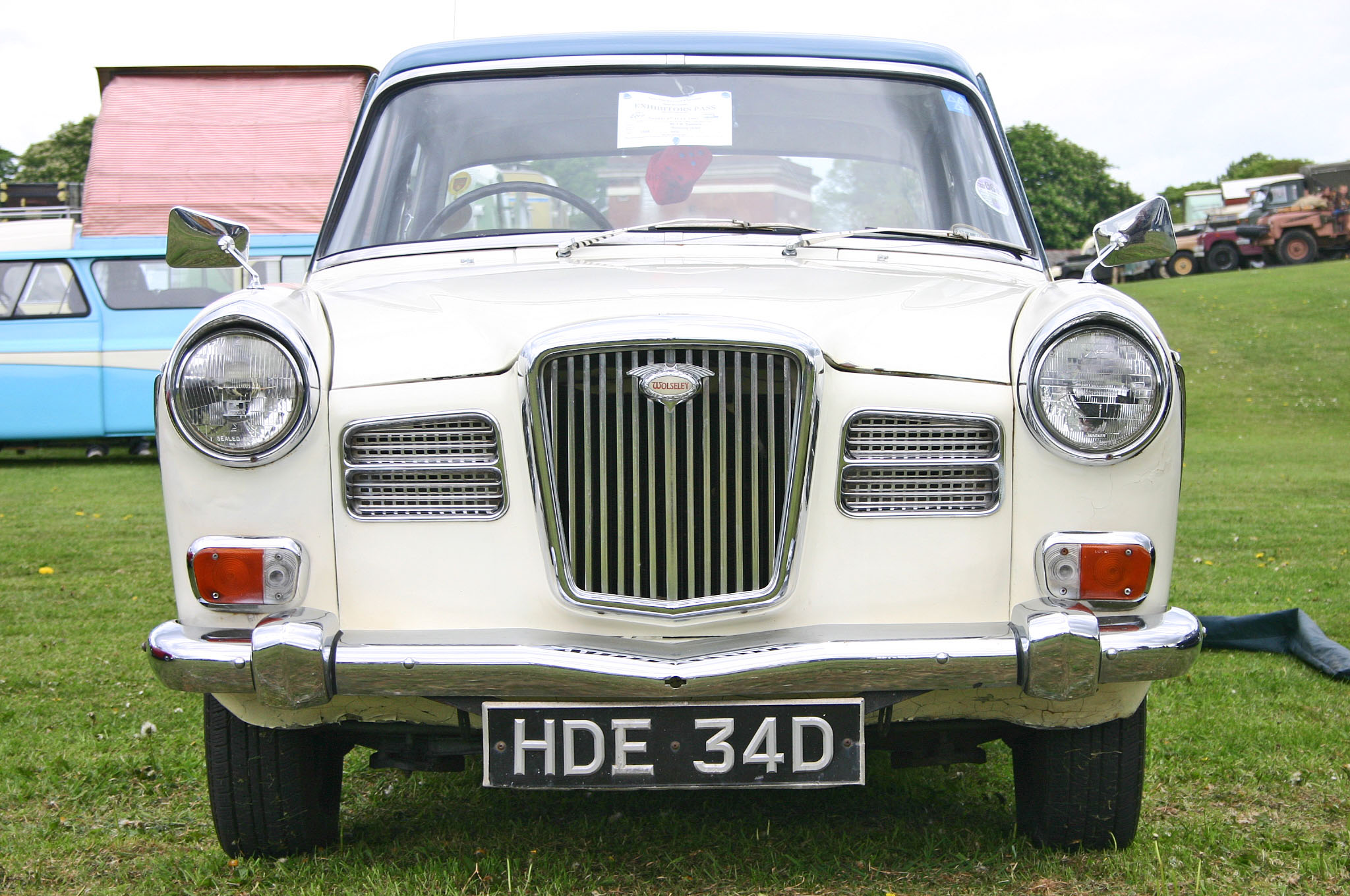
Wolseley 16/60
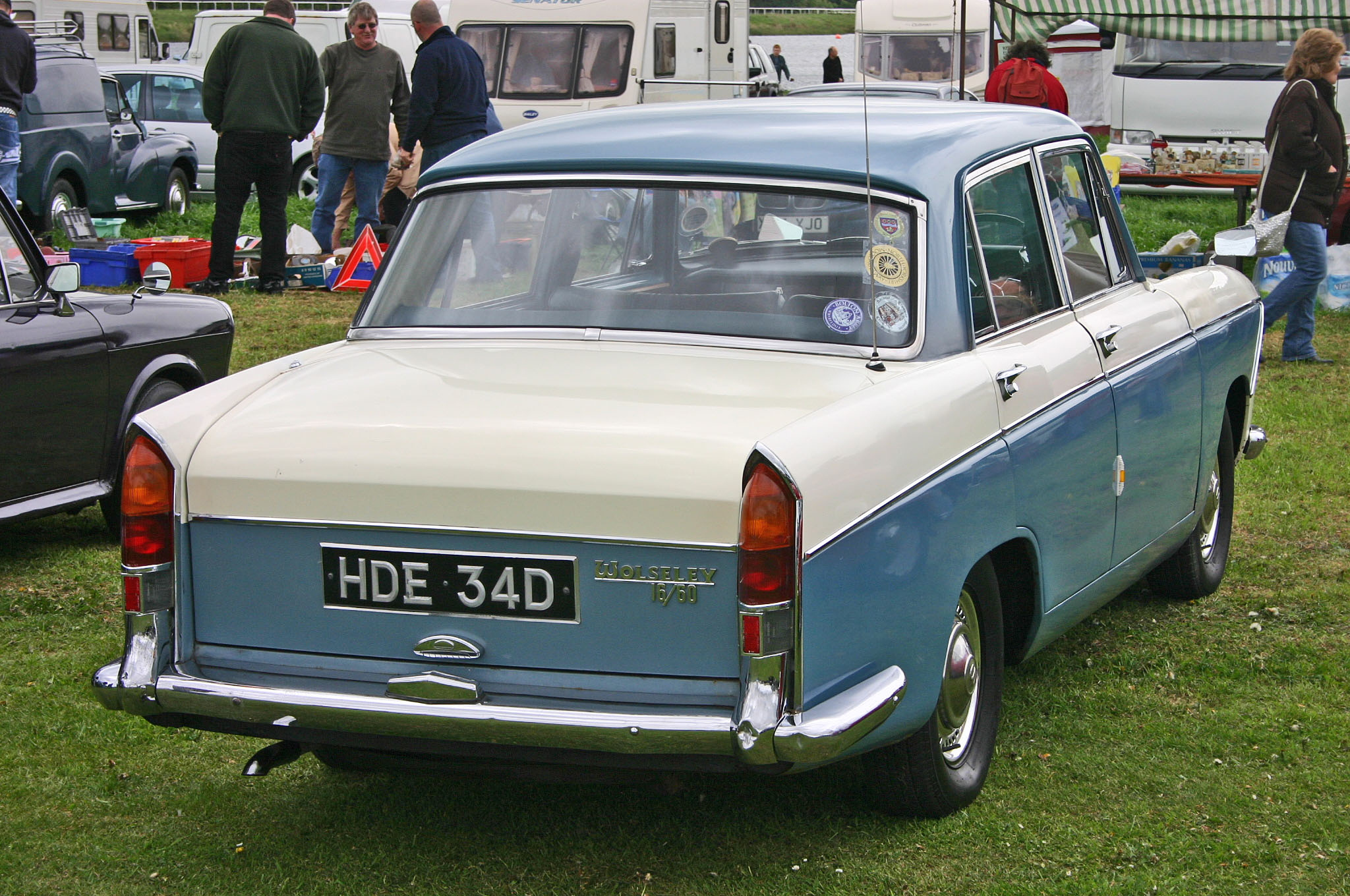
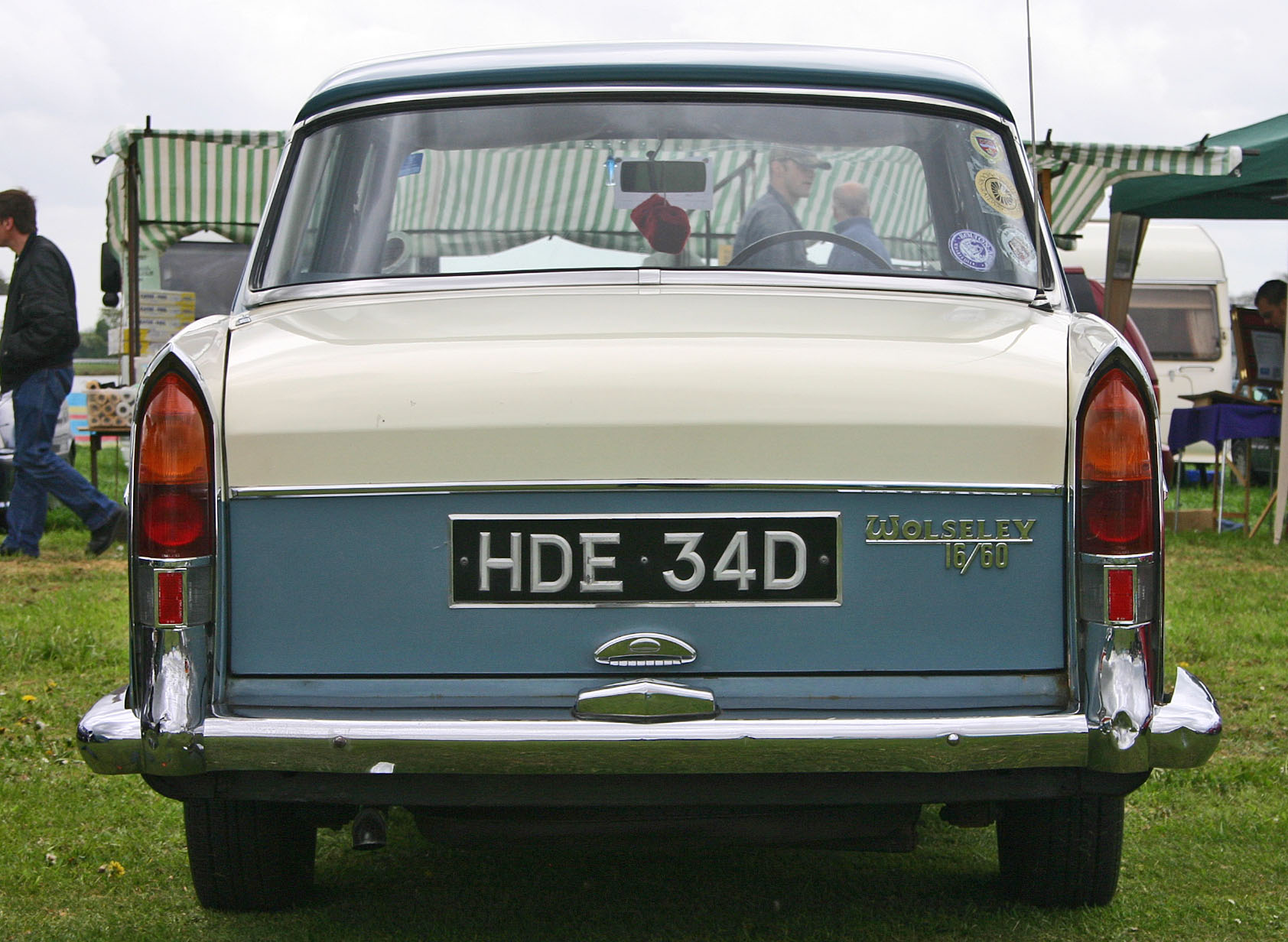